# 拉胡尔·潘迪塔
拉胡尔·潘迪塔（英語：Rahul Pandita）是一位印度作家、记者。

## 职业生涯

### 新闻业
曾是《印度报》《意见与特别故事》编辑， 2015年辞职。他亦是《开放》杂志的创始人之一，此前还曾与《印度快报》和《今日电视》合作。他是一位冲突作家，曾广泛报道过伊拉克和斯里兰卡等战争地区，其报道印度毛派叛乱事件方面的丰富经验造就了两本书。此外，他还是关于克什米尔的畅销回忆录《我们的月球有血凝块》的作者。
曾是一名战地记者，以杰出的新闻报道闻名于世，这些新闻报道来自伊拉克和斯里兰卡等受战争打击的国家；然而近年来，他的焦点是印度红色走廊的毛派运动。他还从印度东北部报道。2009年，他成为第一个采访毛派最高指挥官贾纳帕蒂的记者。

### 文学生涯
潘迪塔写过几本书，其中包括畅销书《我们的月球上有血凝块》（Our Moon Has Blood Clots），这本书涵盖了克什米尔印度教徒的种族清洗，被称为“年度最具力量的非虚构书籍”。
与印度毛派相关的两本书是《缺席状态：叛乱作为治理不善的借口》（The Absent State: Insurgency as an Excuse for Misgovernance），与尼莱什·米斯拉（Neelesh Misra）合著；《你好，巴斯塔尔——印度毛主义运动的未讲述的故事》（Hello Bastar – The Untold Story of India's Maoist Movement）。

## 奖项
因报道印度中部和东部受毛派影响的地区而获得2010年国际红十字会奖。 2015年，成为耶鲁世界研究员。